# Euphyia bubaceki
Euphyia bubaceki là một loài bướm đêm trong họ Geometridae.